# Julia Goldani Telles
Julia Goldani Telles (Los Angeles, 18 de março de 1995) é uma atriz e bailarina estadunidense, conhecida por interpretar a Whitney Sollowey na série de televisão The Affair.

## Biografia
Nascida em Los Angeles, no estado da Califórnia, é filha de mãe brasileira e pai mexicano-americano. Ela se mudou com seus pais para o Rio de Janeiro quando tinha quase dois anos de idade. Foi lá que ela foi apresentada ao mundo do balé aos cinco anos. Quando seus pais voltaram a viver em Los Angeles aos cinco anos, Telles só falava português e aprendeu inglês depois da mudança de sua família. Telles se mudou para Nova Iorque quando tinha treze anos, e frequentou a Escola infantil profissional em Manhattan, Nova Iorque. Telles treinou na The School of Ballet e Ballet Academy East, e apareceu em inúmeras peças de balé, incluindo A Bela Adormecia e Quebra-Nozes. Um caso de tendinite e lágrimas labrais em seus quadris com 15 anos, forçou Telles a parar de praticar balé por um ano; para evitar a depressão, ela decidiu fazer um curso de atuação.
Telles atualmente estuda na Universidade Columbia em Nova Iorque, e mora sozinha em um apartamento com seu cachorro Eric.

## Carreira
O primeiro papel de Telles na televisão veio em 2011, quando ela fez um teste com sucesso para o papel de Sasha Torres em Bunheads da ABC Family (Freeform). Ela fez isso nunca tendo tido um trabalho de atuação antes. Seu agente sentiu que Bunheads deveria ter sido uma de suas primeiras audições, pois ele sentiu que ela estaria confortável com o aspecto de dança no show. O episódio piloto foi filmado em novembro de 2011. Bunheads teve dezoitos episódios de 11 de junho de 2012 a 25 de fevereiro de 2013. Mas a série foi cancelada no final da primeira temporada.
Além de Bunheads, Telles também apareceu no videoclipe de Nat & Alex para a música Greatest Prize no início de 2012. Ela também estrelou no episódio de Blue Bloods The Bogeyman, que foi ao ar em 10 de janeiro de 2014. Mas foi com o papel de Whitney na série de drama da Showtime, The Affair, que ela conseguiu um reconhecimento.
Telles também faz campanhas publicitárias para a Vogue Brasil e Channel.
Em maio de 2018, Telles foi escalada para o papel principal da adaptação cinematográfica do romance literário After . Mas por conflitos de agenda, Telles precisou deixar o projeto, e a atriz australiana Josephine Langford assumiu o seu lugar.  

## Filmografia

### Cinema
| Ano  | Filme                          | Papel       | Notas          |
| ---- | ------------------------------ | ----------- | -------------- |
| 2014 | Any Other Friday               | Olivia      | Curta-metragem |
| 2018 | Slenderman - Pesadelo sem medo | Hallie      | Longa-metragem |
| 2018 | Most Likely to Murder          | Tami        | Longa-metragem |
| 2019 | The Wind                       | Emma Harper | Longa-metragem |
| 2019 | Looks That Kill                | Alex        | Longa-metragem |

### Televisão
| Ano           | Título                              | Papel         | Notas            |
| ------------- | ----------------------------------- | ------------- | ---------------- |
| 2012-2013     | Bunheads                            | Sasha Torres  | 18 episódios     |
| 2014          | The Carrie Diaries                  | Amelia Strong | 1 episódio       |
| 2014          | Nurse Jackie                        | Mandy         | 3 episódios      |
| 2014          | Blue Bloods                         | Morgan        | 1 episódio       |
| 2014-presente | The Affair                          | Whitney       | Papel secundário |
| 2016          | Gilmore Girls: Um ano para recordar | Sandee        | 1 episódio       |